# Emil Förster (Senator)
Emil Julius Theodor Förster (* 13. Oktober 1866 in Ramutten, Kreis Heydekrug, Ostpreußen; † 11. August 1940 in Berlin) war Oberpostdirektor in Zoppot und Senator der Freien Stadt Danzig.

## Leben
Der Vater war Zollkontrolleur im ostpreußischen Grenzgebiet zu Russisch-Litauen. Emil Förster besuchte Gymnasien in Tilsit, Köln und Königsberg und studierte Jurisprudenz für zwei Jahre.
Anschließend ging er in den Post- und Telegraphendienst. 1901 legte Förster sein Staatsexamen ab.
Danach war er in den Oberpostbezirken Königsberg, Berlin, Gumbinnen und Magdeburg tätig.
Seit 1915 war Emil Förster Postdirektor in Zoppot bei Danzig. Seit 1917 war er Mitglied der dortigen Stadtversammlung und seit 1920 deren Vorsteher. 1924 wurde er unbesoldeter Stadtrat.
Daneben war Förster seit 1920 Mitglied des ersten Volksrats (Parlaments) der Freien Stadt Danzig sowie Fraktionsführer der Deutschdemokratischen Partei, danach der aus ihr hervorgegangenen Deutschen Partei für Wirtschaft und Fortschritt und Senator für Postverwaltung. Anfang 1924 trat er als Senator zurück, übte das Amt aber noch einmal 1925 für einige Monate aus.
Seit 1927 war er nicht mehr im Danziger Volksrat und wechselte zur Deutschnationalen Partei. 
Emil Förster war Freimaurer seit 1901. 1919 wurde er Mitglied der Loge in Zoppot und 1927 Großmeister.
Förster heiratete 1894 in Königsberg Anna Margarete Elise Wernick. Die Eheleute wohnten zuletzt in Berlin-Lichterfelde. Förster starb 1940 73-jährig an Prostatakrebs im Paul-Gerhardt-Stift in Berlin-Wedding.